# Navzkrižna prodaja
Navzkrižna prodaja (s tujko cross-selling) je prodajna tehnika, ki vključuje prodajo dodatnega izdelka ali storitve obstoječi stranki. V praksi podjetja navzkrižno prodajo opredeljujejo na veliko različnih načinov. Elementi, ki bi lahko vplivali na opredelitev, lahko vključujejo velikost podjetja, industrijski sektor, v katerem deluje, in finančno motivacijo tistih, ki morajo opredeliti izraz. 
Primer: Stranka kupi pametni telefon. Poleg naroči še slušalke.
Cilj navzkrižne prodaje je povečati dohodek od stranke in oz. ali ohraniti odnos s strankami. Pristop k procesu navzkrižne prodaje se lahko razlikuje tako, da poteka znotraj enega podjetja, ali pa gre za sodelovanje dveh podjetij. 
Primer: Trgovec nam pri nakupu vozila proda še zavarovanje vozila.
Za razliko od pridobivanja novih poslov navzkrižna prodaja vključuje element tveganja, ki bi lahko zmotil odnos stranke. Zato je pomembno zagotoviti, da dodaten izdelek ali storitev, ki se prodaja stranki, poveča vrednost primarnega izdelka.
V praksi podjetja za povečanje prodaje kombinirajo naslednje tehnike kot so upselling, cross-selling in z razvojem tehnologij v zadnjem času tudi down-selling.

## Strokovne storitve
Za prodajalca so koristi velike, saj lahko oz. vsako prodajo, ki jo le nekoliko poveča, prihodke močno dvigne. Hkrati pa z izvajanjem navzkrižne prodaje zmanjšajo možnosti konkurentov, saj je manj verjetno, da bi strank dopolnilne ali dodatne izdelke sicer kupila pri njih. Poleg tega pa navzkrižna prodaja in sorodne tehnike zagotavljajo višjo vrednost stranke.